# Blackburn Rovers Ladies Football Club
Pour les articles homonymes, voir Blackburn (homonymie).
Maillots
Blackburn Rovers Ladies Football Club est un club anglais de football féminin affilié à Blackburn Rovers FC. En 2006 elles remportent le championnat de la conférence nord et sont promues en Premier League, plus haut niveau du football féminin anglais pour la saison 2006-2007. Cette même saison Balckburn Rovers atteint la demi-finale de la Coupe d'Angleterre perdue contre Charlton Athletic.

## Palmarès
- Championnat de la conférence nord

2005-2006
- Lancashiire Women's Challenge Cup

2003-2004, 2004-2005, 2005-2006, 2006-2007